# Surduc (okręg Bihor)
Surduc – wieś w Rumunii, w okręgu Bihor, w gminie Copăcel. W 2011 roku liczyła 417 mieszkańców.